# مونگیدورو
مونگیدورو (به ایتالیایی: Monghidoro) یک کومونه در ایتالیا است که در استان بولونیا واقع شده‌است. مونگیدورو ۴۸٫۲ کیلومترمربع مساحت و ۳٬۸۹۱ نفر جمعیت دارد و ۸۴۱ متر بالاتر از سطح دریا واقع شده.

## خواهرخوانده
شهر روبوک خواهرخواندهٔ مونگیدورو هست.